# Soldat

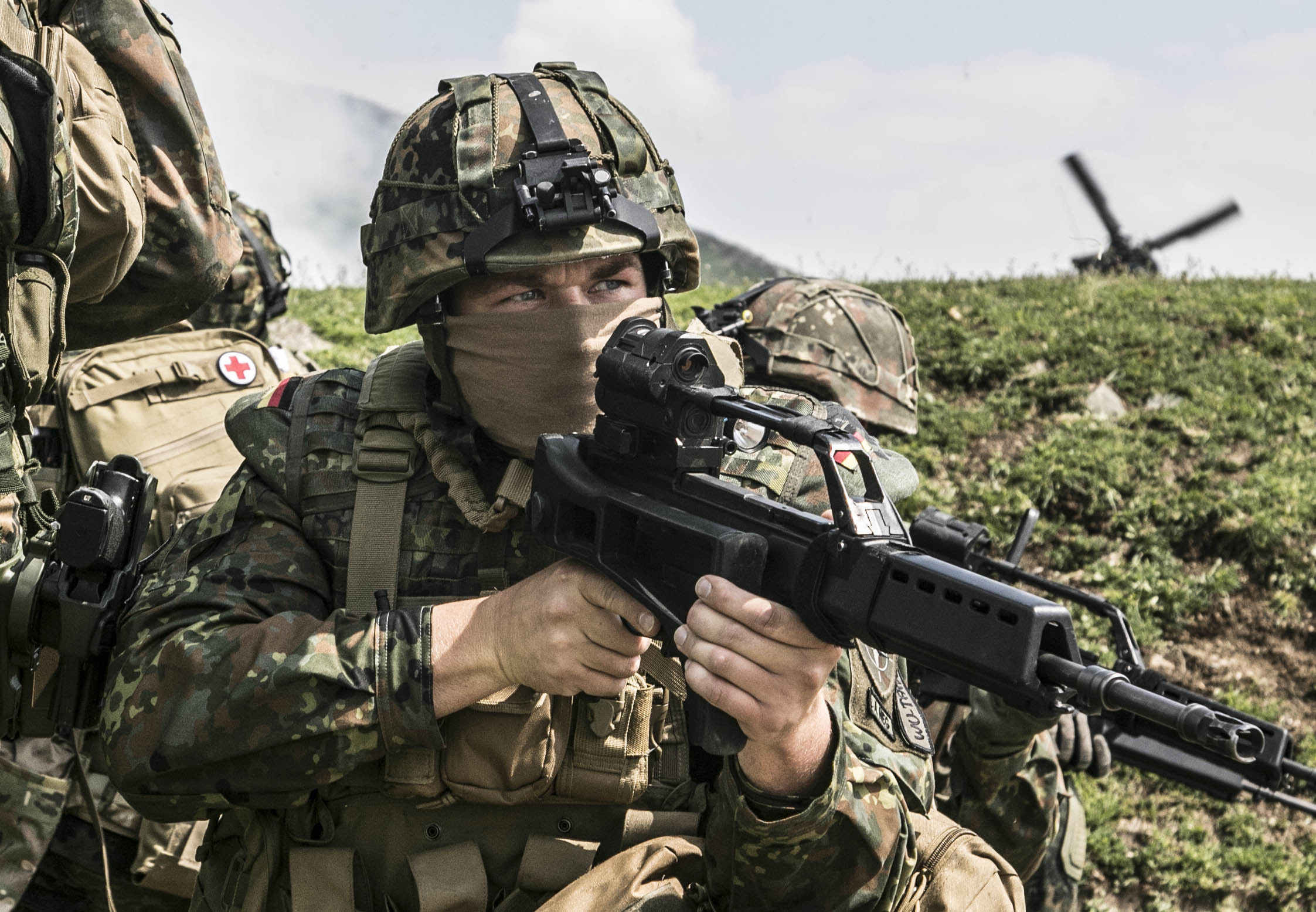
Bundeswehr-Soldat während der Übung Sharp Griffin im Kosovo, 2016

Ein Soldat oder eine Soldatin (nach dem Sold, den er oder sie bezieht) ist ein bewaffneter Angehöriger einer Armee oder der Streitkräfte eines Landes. Der Begriff bezeichnet sämtliche Dienstgrade, wobei sich der Sprachgebrauch lange auf die Mannschaftsdienstgrade beschränkte. Von den Soldaten abzugrenzen sind Söldner, die nicht Angehörige regulärer Armeen sind, Militärbeamte, ferner Angehörige von paramilitärischen Verbänden, Freischärler und Partisanen (siehe auch Guerilla).
Soldaten haben einen Dienstgrad, der ihre Stellung und ihre Befugnisse innerhalb der Streitkraft regelt. Nach der Truppengattung unterscheidet man zum Beispiel Infanteristen und Artilleristen. Das Anwerben und die Verpflichtung von Soldaten für den Waffendienst wird als Rekrutierung oder Aushebung bezeichnet.

## Wortherkunft
Das Wort „Soldat“ kam zum ersten Mal im 16. Jahrhundert in Gebrauch, entlehnt aus italienisch „soldato“ mit der Bedeutung „Krieger, Gefolgsmann“, wiederum aus Mittellatein soldarius mit der gleichen Bedeutung. Ursprung der Wörter „Soldat“ und „Sold“ ist der Name der römischen Goldmünze Solidus – eine Substantivierung des lateinischen Adjektivs „solidus“ mit der Bedeutung „fest, massiv, solide“.
Die Synonyme des Lehnwortes „Soldat“ sind noch älteren Ursprungs: „Krieger“ und „Kämpfer“ sind bereits für das Mittelhochdeutsche belegt. Dagegen entstand die Bezeichnung „Milizionär“ erst im 17. Jahrhundert aus dem lat. „miles“ „Soldat“, dessen Bedeutung im Bereich der ehemaligen Sowjetunion abweicht, da sie dort einen Polizisten bezeichnet.

## Wortgebrauch

### Männliche und weibliche Soldaten
Der Begriff „Soldat“ wird im Deutschen häufig als generisches Maskulinum für Männer und Frauen gleichermaßen verwendet. In Rechtsvorschriften oder formeller Anrede wird in der Regel von „Soldatin(nen)“ und „Soldat(en)“ gesprochen.

### Länderspezifische Bezeichnungen
Auch in Österreich ist Soldat die allgemeine Bezeichnung für jene, die im Bundesheer unter Waffen stehen. In der Schweiz wird er häufig als Angehöriger der Armee (AdA) bezeichnet. In den Landstreitkräften der NVA war Soldat zudem der niedrigste Mannschaftsdienstgrad.

### „Soldaten“ im weiteren Sinn
Der Begriff wird über seine militärische Bedeutung hinaus als Metapher für eine Anzahl „kämpferischer“ Tätigkeiten verwendet. So wird wegen seiner Loyalität zu seiner Partei ein entsprechendes Mitglied als Parteisoldat benannt.

### Krieger
„Krieger“ ist einerseits eine veraltete Bezeichnung für Soldaten und Söldner, andererseits eine Bezeichnung für Kämpfer in Stammesgesellschaften, die sich zu einzelnen Kriegszügen sammeln und meistens keinen Sold, sondern einen Beuteanteil erhalten.

## Geschichte
Das Berufsbild des Soldaten änderte sich in Europa mit dem Aufkommen stehender Heere. Frühere Heere wurden für den jeweiligen Kriegszug zusammengestellt, wobei Adelige und ihr Gefolge durch feudale Gefolgschaftsstrukturen zur Heerfolge verpflichtet waren und nach Abschluss der Kampagne anderen Tätigkeiten nachgingen. Mit dem Aufkommen der Geldwirtschaft wurde Kriegsvolk von „Gewaltunternehmern“ (nach Elwert) angeworben (Söldner, Landsknecht).
In Europa waren die eigenen Armeen für die Zivilbevölkerung eines Landes oft im Wortsinn verheerend (Hundertjähriger Krieg, Dreißigjähriger Krieg). Egal ob ein feindliches oder freundliches Heer durchs Land zog, der „Sold“ der Soldaten bestand oft nur aus dem, was dem Land und den Bewohnern zu nehmen war. Es lag an den Heerführern, wo und wie sie die Bezahlung ihrer Truppen regelten.
Soldaten fühlten sich zunächst nur an ihren Kommandeur gebunden, der der jeweiligen Einheit oft auch seinen Namen gab. Erst mit dem Übergang von der absolutistischen zur nationalen Staatsidee wandelte sich auch das Bild vom Soldaten, der nun seiner Nation verpflichtet war.
Die Streitkräfte der Bundesrepublik Deutschland, die Bundeswehr, verstehen ihre Soldaten als „Staatsbürger in Uniform“, um deutlich zu machen, dass anders als in früheren deutschen Armeen der Soldat weiter in die zivile Gesellschaft eingebunden bleiben soll, jedoch mit bestimmten Vorrechten und Pflichten.
Seit 1948 sind die Friedenstruppen der Vereinten Nationen, die sogenannten „Blauhelme“ oder „Blauhelmsoldaten“, in zahlreichen Konfliktregionen im Einsatz. Für ihren Beitrag zum Weltfrieden erhielten sie 1988 den Friedensnobelpreis.

## Auftrag
Der Soldat ist als Verteidiger im Rahmen seiner Armee als Erstes ein Garant für die äußere Souveränität seines Landes, durch die latente Drohung, eine Einschränkung der Souveränität durch die Vernichtung von Menschen und deren materiellen Existenzen zu vergelten.
Andererseits ist der Soldat als Angreifer oft auch nur das Mittel zum Zweck aggressiver Mächte andere Länder anzugreifen, zu erobern und/oder sich an den lokalen Ressourcen zu bereichern.
Im Kriegsfall ist das Aufgabenfeld des Soldaten und seiner Armee sehr weit gestreut. Je nach Lage sind folgende Dinge vordringlich:
- Aufklären des Feindes
- Lagebeurteilung
- Besetzen taktischer, strategischer oder wirtschaftlich wichtiger Punkte
- Sicherung der Stellung sowie Sicherung des Hinterlandes und der Nachschublinien
- Feindliche Soldaten kampfunfähig machen

## Rechtsgrundlage und -status (Deutschland)
Soldaten stehen in einem öffentlich-rechtlichen Dienst- und Treueverhältnis, das auf die Sicherung der ständigen Verteidigungsbereitschaft gegen Angriffe von außen gerichtet ist. Sie bilden, trotz zahlreicher Parallelen mit den Beamten (z. B. Besoldung nach dem Bundesbesoldungsgesetz), eine eigene Statusgruppe wie die Richter. Die bürgerlichen Grundrechte können aufgrund der dienstlichen Erforderlichkeit bei Soldaten der Bundeswehr gemäß Art. 17a GG eingeschränkt werden. Die Rechtsstellung und die dienstlichen Pflichten des Soldaten sind im Soldatengesetz (SG) geregelt. Nach § 37 Abs. 1 Nr. 1 SG darf „in das Dienstverhältnis eines Berufssoldaten oder eines Soldaten auf Zeit […] nur berufen werden, wer Deutscher im Sinne des Artikels 116 des Grundgesetzes (GG) ist.“

## Berufsbild

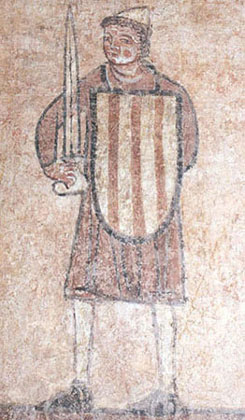
Ein aragonesischer Soldat des 14. Jahrhunderts (historische Abbildung)

Soldaten bilden die regulären Streitkräfte eines Staates. Sie erfüllen weltweit Aufträge, die ihnen durch den Souverän erteilt werden. Hierbei wird von manchen Soldaten interkulturelle Kompetenz im internationalen Umfeld erwartet.
Soldaten werden während ihrer Karriere – auch zu Friedenszeiten – oftmals an andere Standorte im In- und Ausland versetzt. Dies stellt die Familien vor die Herausforderung, Bekannten- und Freundeskreis, Berufstätigkeit des Ehepartners und die schulische Laufbahn der Kinder mit den Dienstortveränderungen in Einklang zu bringen.
Ein Merkmal zahlreicher militärtypischer Tätigkeiten sind dynamische Handlungen unter Zeitdruck (z. B. schnelles Bewegen im Gelände) mit hohen Lasten (Schutzausrüstung, Waffen). Daraus ergeben sich besondere körperliche Anforderungen an den Soldatenberuf, die unter Umständen einen im Vergleich zur übrigen Bevölkerung früheren Eintritt in den Ruhestand zur Folge haben können. Auch die Möglichkeiten von Tod und Verwundung im Kampf erhöhen das Risiko einer vorzeitigen Beendigung der Berufstätigkeit.
Die Erfordernisse, die im Einsatz (sowohl Peacekeeping als auch Krieg) an den Soldaten gestellt werden, setzen, neben den allgemeinen militärischen Fertigkeiten, Fachkenntnisse aus nahezu allen zivilen Berufssparten (zum Beispiel aus den Berufen des Luftfahrzeugmechanikers, des Bürokaufmanns, des Rettungssanitäters, des Schreiners, des Mechatronikers u. v. m.) und gängigen Studienrichtungen (zum Beispiel Informatik, Maschinenbau, Pädagogik u. v. m.) voraus. Viele Armeen bilden daher die benötigten Berufe selbst aus oder führen die akademische Ausbildung an streitkräfteeigenen Universitäten (z. B. Universitäten der Bundeswehr) und Militärakademien (z. B. Westpoint) durch.
Für Soldaten auf Zeit, die nicht zum Berufssoldaten ernannt werden, bietet das den Vorteil einer anerkannten Ausbildung, die den Einstieg in das zivile Berufsleben erleichtert.

## Ethische und soziale Aspekte des Soldatseins
Der bekannteste ideologische Hintergrund für die Erscheinungsform des Soldatentums ist der Militarismus. Die bedeutendste und als zivilisiert betrachtete philosophische Legitimation im sogenannten Westen ist die Philosophie Kants, die er 1795 in seiner Schrift Zum ewigen Frieden veröffentlichte.
Die Aussage „Soldaten sind Mörder“ stammt ursprünglich von Kurt Tucholsky in der Zeitschrift Die Weltbühne. Sie wurde in der Kontroverse um den Aufbau der Bundeswehr im Nachkriegsdeutschland als Kampfparole eingesetzt, ohne ihr eine juristisch belegbare Basis zu geben. Mit dem Mittel der verbalen Anschuldigung wurde hier vielmehr um die politische Meinungsfreiheit einerseits und den Anspruch juristischer und politischer Korrektheit gestritten.

### Status des Soldaten im modernen Krieg
Über den Status des Soldaten (als Befehlsempfänger, Held, Deserteur, Feigling, Fahnenflüchtiger …) entscheidet die Frage nach dem zuerkannten und tatsächlich vorhandenen Status des Soldaten als Subjekt oder Objekt. Die Untersuchung dieser Frage ist wissenschaftlicher Gegenstand der Soziologie. Die Beantwortung der Frage betrifft vor allem die Themen der gesellschaftlichen und historischen, aber auch der rechtlichen Bewertung des Soldaten und seiner Handlungen.
Ob Soldaten als Subjekte gesellschaftlich anerkannt werden, hängt von verschiedenen Faktoren und Perspektiven ab. Eine gängige gesellschaftliche Wahrnehmung beschreibt sie als willenlose Befehlsempfänger und damit als Objekte und nicht als Subjekte, denen ein Nachdenken über die Situation und ein eigenständiges Handeln zugesprochen wird. Einen ausgesprochenen Subjektstatus erhalten hingegen einerseits diejenigen, „die nicht nur ihren Befehl ausführen, wie dies erwartet wird, sondern mehr tun, als ihre Vorgesetzten von ihnen erwarten“ und „(w)enn dieser unerwartete oder außerordentliche Einsatz von den  Vorgesetzten zumindest im Nachhinein begrüßt wird, dann werden diese Soldaten gemeinhin als Helden bezeichnet“. Auf der anderen Seite wird denen ein besonderer Subjektstatus zugewiesen, die sich den Befehlen verweigern oder widersetzen. Zu dieser letzten Gruppe gehören Deserteure, Fahnenflüchtige, Meuterer, Streikende. Eine entscheidende Rolle spielt hier die Frage, „ob sie die ihnen erteilten Befehle ausführen oder sie verweigern“. Soziologisch gesehen bleiben Soldaten Subjekte, „weil sie als verletzungsoffene leibgebundene Wesen zu intentionalem Handeln fähig sind.“ Nach Warburg schließt dies nicht aus, „dass sie Zwängen unterliegen“, jedoch führe dies nicht dazu, „dass sie zu bloßen Werkzeugen in den Händen ihrer Vorgesetzten werden.“
Die  Frage nach der Subjektivität in der Militärforschung bestimmt auch die Frage, inwieweit Soldaten durch die Technik ersetzt werden können. Soldaten gelten hierbei als für die  Kriegsführung „schlecht konstruiert“. Mit dem Ziel, die Schlagkraft ihrer Verbände zu erhöhen, bemühen sich derzeit viele avancierte Militärmächte um die „Umsetzung einer netzwerkzentrierten Kriegführung, kurz auch NCW genannt (network-centric warfare)“. In diesen modernen Militärstrategien wird trotz Befehlsgebundenheit der Soldaten versucht, „die individuellen Entscheidungs- und Handlungskompetenzen der Soldaten verstärkt zu nutzen“, indem der Versuch unternommen wird, „bestimmte Aspekte der Subjektivität der  Soldaten für eine Effektivierung der Schlagkraft der Verbände zu verwenden“. Bei diesen Strategien, deren Autoren wie David S. Alberts sich an den Rationalisierungsprozessen der New Economy (Lean Production, just in time und andere Unternehmenskonzepte) ausrichten oder sich an Subjektivierungskonzepte der Industriesoziologie orientieren, wird „die Subjektivität der Soldaten als eine unverzichtbare Effektivitätsressource“ erachtet.
Die Versuche der Militärforschung, sich an Subjektivierungskonzepten aus der Ökonomie zu orientieren, beantwortet jedoch nicht die Frage, ob Soldaten damit tatsächlich vom Militär als Subjekte anerkannt werden. So machen Soziologen für die Anerkennung des Subjektstatus des Soldaten seitens des Militärs auch von der Frage abhängig, „ob es (das Militär) die Soldaten auch gegen ihren Willen zwingt, Leib und Leben zu riskieren. Wenn Soldaten das Recht auf körperliche und geistige Unversehrtheit verweigert wird, wird ihnen ein grundlegendes Menschenrecht vorenthalten und versucht, sie zu Objekten herabzusetzen“. (Warburg) Bedeutung findet diese Frage nach dem Subjektstatus der Soldaten vor dem Hintergrund eingeschränkter Menschenrechte in der Diskussion, ob Deserteuren ein Recht auf Asyl zuerkannt werden soll.
Durch die zunehmende Technisierung und Automatisierung wird der Status des Soldaten vor neue Herausforderungen gestellt. Autonome Gefechtssysteme wie Drohnen oder Roboter kommen in Zukunft möglicherweise ohne menschliche Letztentscheidung aus, wobei sich dabei die grundlegende Frage nach der Errechenbarkeit eines militärischen Vorteils oder der Abbildbarkeit des  Humanitären Völkerrechts in technischen Systemen stellt. Es ist durchaus fraglich, ob menschliches Verständnis, Situationsbewusstsein und Intuition jemals ersetzt werden können oder ob dies überhaupt wünschenswert ist. Zugleich ergibt sich ein Problem in Bezug auf Verantwortung und Mitverantwortung, da nicht klar ist, ob Fehlschläge autonomer Systeme den Entwicklern, Programmierern, oder militärischen Führern zuzurechnen sind. Ob Soldaten in Anbetracht der zunehmenden Entpersonifizierung des Gefechtsfeldes auch weiterhin im Mittelpunkt stehen werden, wie es die Gestaltungsfelder der Inneren Führung fordern, ist ebenfalls neu zu hinterfragen.